# سارنانو
سارنانو؛ هي بلدية في مقاطعة ماشيرتا في منطقة مارشي الإيطالية، وتقع على بعد حوالي 70 كيلومتر (43 ميل) جنوب غرب أنكونا وحوالي 30 كيلومتر (19 ميل) جنوب غرب ماشيراتا.
تقع سارنانو على حدود البلديات التالية: اماندولا و بولوقنولاو فياسترا وجوالدو ومونتيفورتينو و سان جينيزيو.

## المعالم السياحية الرئيسية
من بين الكنائس في المدينة، كنيسة سانتا ماريا أسونتا ودير سانت بليز في بيوبيكو.

## الناس
- أنيليو بوكي (مواليد 1953) ، عداء الماراثون [3]

## روابط خارجية
- الموقع الرسمي